# Comarostaphylis discolor
 (mai 2025).
Comarostaphylis discolor est une espèce de plantes à fleurs. Elle a été décrite pour la première fois par William Jackson Hooker et son nom correct lui a été attribué par G. M. Diggs. Comarostaphylis discolor appartient au genre Comarostaphylis et à la famille des éricacées.

## Histoire
Cette espèce de plantes a été décrite pour la première fois en 1982 dans Taxon (en).

## Description

### Distribution
Cette espèce de plantes se retrouve naturellement au Mexique, car nécessitant un climat tropical et humide pour grandir.